# Canacea currani
Canacea currani är en tvåvingeart som först beskrevs av Wirth 1970.  Canacea currani ingår i släktet Canacea och familjen Canacidae. Inga underarter finns listade i Catalogue of Life.